# East Moline
East Moline város az Amerikai Egyesült Államok Illinois államában, Rock Island megyében. Lakosainak száma 21 374 fő (2020. április 1.).

## Népesség
A település népességének változása:

| 2010 | 21 302 |
| 2020 | 21 374 |